# Edsel Bryant Ford
Edsel Bryant Ford (Detroit, 6 de novembro de 1893 – 26 de maio de 1943), filho de Henry Ford, foi presidente da Ford Motor Company de 1919 a 1943.
Como o único filho de Ford, Edsel foi criado para assumir os negócios da família, e cresceu consertando carros com seu pai. Ele se tornou o secretário de Ford em 1915 e se casou com Eleanor Clay, sobrinha de J. L. Hudson, dono de uma loja de departamento, em 11 de novembro de 1916. Juntos eles tiveram quatro filhos: Henry Ford II, Benson Ford, Josephine C. Ford (1923-2005), e William Clay Ford.

## Morte
Edsel Ford desenvolveu câncer de estômago metastático e febre indolente. A cirurgia para remover o câncer não teve êxito devido às metástases. Morreu em 1943 em Gaukler Point, sua casa à beira do lago em Grosse Pointe Shores, com a idade de 49. Seu pai retomou a presidência da empresa. Todas as suas ações sem direito a voto da Ford, foram doadas por uma cláusula adicional em seu testamento, para a Fundação Ford, fundada com o seu pai, sete anos antes. Ele foi sepultado no cemitério de Woodlawn em Detroit, Michigan.